# Без вины виноватые
«Без вины виноватые» — пьеса А. Н. Островского (1881—1883), классический образец мелодрамы. В связи с этой пьесой правомерно говорить и о внутрижанровом синтезе, поскольку в структуре пьесы сочетаются черты комедии, реалистической бытовой и психологической драмы. Но несмотря на это, в пьесе есть главная мелодраматическая установка: во-первых, сюжет, в котором все действие разворачивается вокруг «страдающей» героини; мотивы — несчастная мать, смерть ребёнка и предательство любимого человека. Во-вторых, характерно для мелодрамы: смена имён (в 1 акте героиню зовут Любовь Ивановна Отрадина, во 2 акте её зовут Елена Ивановна Кручинина). Фамилии, что свойственно Островскому, говорящие: отрада — радость и кручина — печаль. В-третьих, счастливый конец.

## История создания
Над пьесой Островский начал работать летом 1881 года, затем совершил поездку на Кавказ, где пробыл более месяца. Вернувшись из этой поездки 3 ноября, возобновил работу над пьесой. 7 декабря 1883 года пьеса была закончена. В записке "По поводу «Правил о премиях за драматические произведения», относящейся к 1884 году, драматург о пьесе «Без вины виноватые» писал: «Это чуть ли не пятидесятое моё оригинальное произведение и очень дорогое для меня во многих отношениях: на отделку его потрачено много труда и энергии; оно писано после поездки на Кавказ, под впечатлениями восторженного приёма, какой оказывала мне тифлисская публика. Мне хотелось показать русской публике, что чтимый ею автор не успокоился на лаврах, что он хочет ещё работать и давать ей художественные наслаждения, которые она любит и за которые чтит его. Потом это произведение создавалось необыкновенно удачно: мне неожиданно приходили в голову художественные соображения, доступные только молодым силам, на которые я в мои лета не смел рассчитывать. Повторения такого счастливого настроения едва ли уж дождёшься» (А. Н. Островский. О театре. Записки, речи, письма, изд. «Искусство», 1941 г., стр.138).

## Действующие лица
- Любовь Ивановна Отрадина, девица благородного происхождения / Елена Ивановна Кручинина, известная провинциальная актриса.
- Таиса Ильинишна Шелавина, девица, товарка Отрадиной.
- Григорий Львович Муров, молодой человек из губернских чиновников.
- Аннушка, горничная Отрадиной.
- Арина Галчиха, мещанка.
- Нил Стратоныч Дудукин, богатый барин.
- Нина Павловна Коринкина, актриса.
- Григорий Незнамов,
- Шмага — артисты провинциального театра.
- Иван, слуга в гостинице.
- Миловзоров Петя, первый любовник.
- Гости и прислуга.

## Сюжет
В центре внимания Островского — характер сильной и волевой женщины, способной духовно воскреснуть после тяжёлых ударов судьбы. Все эти годы (после 1-го акта прошло 17 лет) она жила с постоянной внутренней болью. Но она смогла выстоять, несмотря на все напасти, и реализовать себя в творчестве. Она стала известной актрисой. Всю боль, когда-то пережитую в молодости, она воплотила на сцене. Актриса стала любимицей публики. Разумеется, у неё появились и завистники. Но несмотря ни на что, она остаётся хорошим человеком, не желающим никому зла. Она всем всё прощает и помогает.
Есть в пьесе и противоположный характер — это бывший любимый человек Кручининой и отец её сына Гриши. Его фамилия Муров. Он всех обманывает и предаёт. Его, конечно, Кручинина простить никогда не сможет, он сделал ей слишком много зла, причинил ей много боли.
Но в конце концов всё заканчивается хорошо: несчастная мать обретает якобы давно умершего сына. Она узнает его в актёре Незнамове по медальону. Незнамов (не знающий своего происхождения) впервые ощущает великую силу любви.
Согласно законам жанра, порок наказан, а доброта вознаграждена.

## Характеры
Островский так высказывался об образе Незнамова: «Незнамов для постороннего взгляда, — писал драматург, — есть ни более, ни менее, как юный трактирный герой, таким он и должен явиться перед публикой. Он, по молодости лет, не может быть ни закалённым наглецом с поднятой головой, ни мрачным человеком, потерявшим веру в жизнь и людей; он ещё многого не знает, многого не видал. Он является полупьяным, с дерзким видом; но дерзость у него стушёвана некоторым конфузом. Он знает провинциальных актрис и не уважает их, поэтому он считает себя как бы в праве говорить им грубости, но в то же время он умён и понимает, что ему ещё рано быть судьёй чужих пороков, и не может отделаться от конфуза. И в саркастической улыбке у него проглядывает румянец юности и конфуза. Когда он понял, что встретил чистую натуру, невиданную им, он остолбенел, он рот разинул от удивления; он потерялся, он ищет и не может найти тона; прежний его разговор показался ему не только дерзким, но, что ещё ужасней для него, глупым. Незнамова очень трудно играть: в нём есть и дурное и хорошее, и всё это должно проявляться и в жестах и в тоне; дурное в нём: неблаговоспитанность, дерзкий тон и манеры, приобретённые в провинциальной труппе; хорошее: сознание оскорблённого человеческого достоинства, которое выражается у него, хотя и сильно, но более с искреннею горечью, чем с негодующим протестом, от чего его тирады выходят трогательнее» (Островский в письмах и воспоминаниях. «Ежег. имп. театров», 1910, вып. VI, стр. 53-54).

## Постановки
Премьера пьесы была показана в Малом театре в 1884 году. Пьеса изначальна предназначалась Островским для московского Малого театра, роль Незнамова была написана специально для Константина Рыбакова, а роль Коринкиной — для Надежды Никулиной.
«Без вины виноватые» является одной из самых репертуарных пьес русского театра.
- Первая постановка — 15 (27) января 1884 года в Малом театре, в бенефис Никулиной[1] в роли Коринкиной. Остальные роли: Кручинина — Федотова, Незнамов — К. Рыбаков, Шелавина — Уманец-Райская, Шмага — Музиль, Муров — Южин, Галчиха — Садовская, Дудукин — Макшеев, Миловзоров — Александров, Аннушка — Музиль-Бороздина).

Среди последующих постановок в Малом театре: (4 марта 1908; реж. и исполнитель роли Дудукина — Ленский, Кручинина — Ермолова, Незнамов — Остужев, Коринкина — Яблочкина, Шелавина — Рыжова, Шмага — Сашин, Галчиха — Садовская, Муров — Рыжов, Миловзоров — Худолеев, Аннушка — Пашенная).
- 20 января 1884 в Александринском театре (Кручинина — Стрепетова, Незнамов — М. Петипа, Коринкина — Дюжикова, Шелавина — Хлебникова, Шмага — Давыдов, Муров — Ленский, Галчиха — Ленская, Дудукин — Зубов, Миловзоров — Каширин, Аннушка — Гусева).

Последующие постановка в Александринском театре: (7 окт. 1910. Кручинина — Савина, Незнамов — Федотов, Шмага — Петровский, Коринкина — Потоцкая, Галчиха — Шаровьева).
- Студия Малого театра, Москва (1930; реж. Каверин; Кручинина — Половикова, Незнамов — Вечеслов, Шмага — Оленев); филиал Малого т-ра (1940; реж. Пашенная и Алексеев, худ. Юон; Кручинина — Пашенная, Незнамов — Царев, Коринкина — Гоголева, Шмага — Ильинский, Дудукин — Климов, Галчиха — Рыжова);
- Театр имени Е. Б. Вахтангова (1937; реж. Раппопорт, худ. Гончаров, комп. Хренников; Кручинина — Орочко, Незнамов — Москвин, позднее — А. Абрикосов, Коринкина — Алексеева, Шмага — Горюнов, Дудукин — Захава);
- Ленинградский театр им. Ленинского комсомола (1938; реж. Чужой, худ. Константиновский и Товбин; Кручинина — Медведева, Незнамов — Честноков, Шмага — Толубеев);
- Театр имени Ленинградского Совета (1939; реж. Д. М. Дудников, Кручинина — Т. Якобсон, Незнамов — Д. Радлов)
- Московский Камерный театр (1944; реж. Таиров, худ. Рындин; Кручинина — Коонен, Шмага — Гайдебуров);
- Театр им. Моссовета (1948; реж. Завадский, худ. Виноградов; Кручинина — В. Марецкая, Незнамов — А. Консовский, Шмага — О. Абдулов).
- 1977 — Московский драматический театр им. А. С. Пушкина. Пост. Б. Толмазова; Кручинина — Людмила Антонюк, Незнамов — Виталий Безруков, Шмага — Виктор Васильев, Константин Григорьев.
- 1993 — «Без вины виноватые (спектакль, 1993)». Театр имени Е. Б. Вахтангова. Пост. П. Н. Фоменко
- 1997 — БУК «Омский государственный музыкальный театр»
- 2000 — МХАТ им. М. Горького. Реж. и исп. роли Кручининой — Т. В. Доронина.
- 2004 — Московский государственный музыкальный театр под руководством Геннадия Чихачёва. Режиссёр-постановщик — засл. деятель искусств России, засл. артист России Геннадий Чихачёв. Кручинина — лауреат международного конкурса Елена Соколова. Шмага — з. р. к. Москвы Вячеслав Амосов ;
- 2005 — Театр драмы Республики Карелия «Творческая мастерская». Режиссёр — Нар. арт. России Иван Петров, Кручинина — Засл. арт. РФ, Нар. арт. Карелии Елена Бычкова.
- 2006 — НГДТ «Старый дом». Режиссёр и художник — Сергей Бобровский. Елена Ивановна Кручинина — Нар. арт. РФ Халида Иванова
- 2009 — Воронежский академический театр драмы имени А. В. Кольцова. Режиссёр — Народный артист Армении Ваге Шахвердян. В роли Кручининой Заслуженная артистка России Надежда Леонова.
- 2011 — Екатеринбургский театр юного зрителя. Режиссёр — Григорий Дитятковский. Композитор — Николай Морозов. В роли Кручининой — Светлана Замараева. В роли Мурова — Илья Скворцов[2].
- 2012 — Ставропольский театр драмы.
- 2013 — Один день из жизни девицы Любы Отрадиной Драматическая труппа "Блуждающие звёзды Режиссёр-постановщик народный артист ЧР Павел Тихомиров Кручинина-Отрадина — заслуженная артистка РФ Ирина Фадина, Шелавина — народная артистка РФ Людмила Титова, народная артистка РФ Алёна Охлупина, заслуженная артистка РФ Наталья Пирогова, Аннушка — заслуженная артистка РФ Светлана Потанина, Галчиха — заслуженная артистка РФ Инна Кара-Моско, Ольга Дубовицкая, Муров — заслуженный артист ЧР Дмитрий Кошмин, почетный деятель искусств г. Москвы Дмитрий Новиков.
- 2014 — Алтайский театр драмы.
- 2016 — БУК города Омска «ГДТ „Студия“ Л.Ермолаевой»
- 2017 — Санкт-Петербургский государственный молодёжный театр на Фонтанке. Режиссёр-постановщик — заслуженный деятель искусств Республики Карелия Андрей Андреев. Отрадина — заслуженная артистка России Екатерина Унтилова, Муров — народный артист России Валерий Кухарешин, Дудукин — Константин Воробьёв, Коринкина — Регина Щукина, Незнамов — Андрей Некрасов, Шмага — Александр Черкашин и др.
- 2019 — Одесский академический театр музыкальной комедии имени Михаила Водяного Режиссёр-постановщик — главный режиссёр, заслуженный деятель искусств России Владимир Подгородинский.
- 2021 — Тамбовский драматический театр. Режиссёр-постановщик — заслуженный артист РФ Валентин Варецкий. В роли Кручининой — Анна Тимошина.

## Экранизации
1. 1945 — фильм «Без вины виноватые». Реж. В. М. Петров.
2. 1985 — Телеверсия спектакля Малого театра. Постановка Хохрякова В., Бурдонского А.
3. 1993 — телеспектакль «Без вины виноватые» режиссёра Петра Фоменко в Театре имени Е. Б. Вахтангова.
4. 2008 — телефильм «Без вины виноватые». Реж. Г. А. Панфилов.